# Cascata da Fraga da Pena
A Cascata da Fraga da Pena é uma queda de água (cascata) na Serra do Açor e que se localiza nas proximidades da aldeia de Pardieiros, Arganil, no Distrito de Coimbra, em Portugal.
Esta cascata tem origem num acidente geológico e é considerada uma das maiores mais valias entre os recursos naturais da paisagem protegida da Serra do Açor.
As águas que se despenham desta cascata correm por um vale muito apertado na montanha, dando assim origem a uma micropaisagem, que surge de forma repentina, dotada de vegetação abundante a cobrir o xisto.
O desnível da Cascata da Fraga da Pena chega aos 20 metros de altura. A sua alimentação provem da Barroca das Degrainhas, onde forma um primeiro lençol de água, águas estas que escorrem para outro menor e dando novamente origem a outra cascata.